# Лазар, Эрвин
Э́рвин Ла́зар (венг. Lázár Ervin; 5 мая 1936, Будапешт — 22 декабря 2006, там же) — венгерский детский писатель и журналист.

## Биография
Отец писателя Иштван Лазар был адвокатом. Семья жила на юге Венгрии до 1951 года. Из-за социального происхождения семья была подвергнута репрессиям и выселена из дома.
В 1954 году поступил на филологический факультет университета в Будапеште. С 1 февраля 1959 года начал работать журналистом в газете в городе Печ. В дальнейшем работал в разных газетах и журналах Венгрии.
Был членом Национальной ассоциации венгерских журналистов и членом Союза венгерских писателей.

## Награды
Лауреат премий имени Лайоша Кошута и Аттилы Йожефа.

## Книги
- «Белый тигр» (венг. «A fehér tigris») — роман, 1971 год
- «О квадратно-круглом лесе, Микке-Мяу и других»
- «Бедный Джонни и Арника»

## Издания на русском языке
- Лазар Эрвин. «О квадратно-круглом лесе, Микке-Мяу и других». Рис. Г. Алимова. М. Детская литература 1985 г. 206 с, иллюстр., твердый переплет, увеличенный формат.
- Лазар Э. «Фокусник». Серия: Библиотека журнала «Иностранная литература». Пер. с венгерского. Сост. М.Ульрих. Предисл. Е.Малыхиной. М. Известия 1987 г. 160 с. Мягкий переплет, Уменьшенный (70х100/32) формат.

## Экранизации
- 1976 «Чуридило» — мультфильм, режиссёр Леонид Носырев.
- 1983 «Бедный Джонни и Арника», режиссёр Андраш Шольом, автор сценария Эрвин Лазар. Венгрия.